# アンダーバー (歌手)

アンダーバー（3月14日 - ）は、日本の男性ミュージシャン、歌手、YouTuber、バーチャルYouTuber。
主に動画サイトのニコニコ動画上やYouTube上で活動している。

## 概要
活動のきっかけは、動画投稿サイト「ニコニコ動画」に歌ってみた動画を投稿。初投稿時、無記名の意味の＿＿が、そのまま全角2本のアンダーバーの名前の由来になる。VOCALOID楽曲をフリーにアレンジし多様な声色を変化させ楽しませる「フリーダムバージョン」と、ボーカルのうまさを発揮した「フツーダムバージョン」を使い分ける。VOCALOID楽曲の歌ってみたのほか、、ヒューマンビートボックスを用いたアカペラカバー、オリジナル制作楽曲などを発表している。
コンセプトは、「地球から20センチ離れたアンダーバー星の国王として地球に侵略し、夢と希望で人びとを笑顔にさせアンダーバー星人を増殖させている、宇宙有数のエンターティナー」。仮面にウィッグで国王をイメージした衣装を身にまとう。
オリジナルアイコンは、漫画家ばらスィーの苺ましまろで出てきた「写植記号BA-90（ぽげムたマーク）｣にヒントを得て作成。のちに交流があり単行本9巻の帯推薦文を提供した。
活動の拠点だったニコニコ動画で広く人気を集めるようになり、数々のライブやイベントに参加。のち2013年にYouTubeチャンネル開設。YouTubeでは2019年より自作イラストによる動画等を投稿し、2021年Yahoo!きっず検索ランキングでユーチューバーランキング5位・人物ランキングで18位になった。2020年にオリジナルキャラクターでVTuberデビュー、2021年、YouTubeにアーティストチャンネル開設、2022年、「梅之シイ」のイラスト、「YM」氏のモデリングによる2DのバーチャルYouTuber（VTuber）にバージョンアップ。2022年、実写でのYouTuber活動チャンネル「あんだばチャンネル」開始と常に時代に合わせて進化を遂げている。2023年、YouTubeメインチャンネル登録者100万人達成する。
エンターテイメントとしての幅も広く、ワンマンライブの総合演出に「柳沢超」が担当、ライブ衣装をデザイナー「h.NAOTO」が担当した事もある。2015年・2016年にはサンリオピューロランドとのコラボレーションでエンターティメントショーを開催し、更にはオリジナル曲の実写ミュージックビデオでサンリオキャラクターと共演した。2019年には活動10周年を記念し、自身主催で11名が出演する音楽フェス「UNDERBAR FES 2019」を開催。また、2020年に+α/あるふぁきゅん。、ナノ (ミュージシャン)、nero、NORISTRY、声優の髙木朋弥をキャストに迎えたオリジナル音楽劇「ダバランティス」をステージ化し、LINE LIVEで生配信した。2024年にはミュージカル悪ノ娘にジョセフィーヌ役、「WORLD BROKER」ではダンデ役出演した。
活動履歴として、ゲームプレイ動画共有サービス「OPENREC.tv」で冠番組を持ちゲーム実況プレイを配信した事もあり、ニコニコ超会議2017にてNetmarbleブースの総合MC、ニコニコ公式放送「マビノギ英雄伝」のMC、公式ゲーム番組の出演などゲーム関連の活動も多い。ほかに、AM・FMのラジオパーソナリティ、声優「小野友樹」「木村昴」との共演のドラマCD、専門学校でのイベント講師、最近では楽曲提供や後世の歌い手イベントの審査員など、更に活動の幅を広げている。
2022年9月、隆起性皮膚線維肉腫（希少がん※皮膚がんの一種）を公表。術後も精力的に活動している。

## 来歴
- 2009年10月27日、動画投稿サイト「ニコニコ動画」に動画を投稿し始める

- 2012年
  - 3月18日、EXIT TUNES主催のライブコンサートイベント「EXIT TUNES ACADEMY」通称ETA（イー・ティー・エー）に参加
  - 5月6日、ETA「EXIT TUNES ACADEMY さいたまスーパーアリーナ」で国王襲名
  - 7月18日、1stアルバム「フツーバム～フツーダムに歌ってみた～」でメジャーデビュー

- 2013年
  - 6月5日、VOCALOIDプロデューサー（ボカロP）としてコンピレーションアルバム「EXIT TUNES PRESENTS Vocaloextra feat. GUMI、IA、MAYU」に参加
  - 6月9日、初のワンマンライブ「UNDER THE LIVE 2013」を、Zepp Tokyo・なんばHatch・Zepp Nagoyaにて開催
  - 6月19日、2ndアルバム「フリーバム～フリーダムに歌ってみた～」をリリース。オリコンランキングウィークリー7位を記録[14][15]
  - 11月20日、初ワンマンライブが、ライブアルバム＆DVDに収録される[16][17]

- 2014年
  - 1月3日、YouTube「UNDERBAR Channel」開設
  - 4月28日、ラジオ風CD「アンダーバーラジオVol.3」流通。ジャッケットデザインはISAMYU が担当
  - 7月9日、ボーカロイド楽曲とオリジナル曲の2枚組3rdアルバム「くぁwせdrftgyふじこlplp;@:「どうも__(アンダーバー)です。」(仮)」発売。ヒャダイン、40mPらが作家陣として参加[18][19][20]
  - 6月7日、TOKYO FMにて初のラジオレギュラーコーナー『deeper deeper』を担当
  - 9月6日、ワンマンライブ星王襲来を東京ドームシティホールにて開催。ライブ衣装を「h.NAOTO」が担当する[21]
  - 10月11日、iPhoneアプリ『フォトダーバー』 リリース[22]
  - 11月20日、LINE公式アカウント・LINE公式ブログ開始
  - 12月1日、あんだーばーふぁんくらぶ発足

- 2015年
  - 3月4日、初のオリジナルコンセプトアルバム「アンダーバーランド～Sunny Side～」をリリース[23]。OSTER projectが制作協力
  - 2月19日、アンダーバー公式info「アンダーバー情報局」開始
  - 3月14日、サンリオピューロランドにてエンターティメントショー開催。衣装デザインはh.NAOTO、全曲書きおろし楽曲はOSTER projectが手がける。[24]
  - 3月14日、LINEスタンプ発売[25]クリエイターズスタンプ週間使用率ベスト1[26]
  - 7月24日、ポニーキャニオンより「アンダーバースタジオジャパン」が9月16日に発売決定[27][28][29][30]
  - 9月1日、ニコニコ公式ユーザーチャンネル（有料）開設[31]
  - 9月15日、サンリオピューロランドを舞台した初の実写MV 「スマイル for ザ ワールド」公開[32][33][34]
  - 9月16日、ポニーキャニオンより「アンダーバースタジオジャパン」が発売[35]
  - 10月3日・10日、ワンマンライブ「UNDER THE LIVE 2015 -UNDERBAR LAND-」開催[36]
  - 10月20日、ポプラ (コンビニエンスストア)とのコラボキャンペーン展開
  - 10月20日、渋谷パルコ パート1にて、デザイナーh.NAOTOとのコラボショップが期間限定でオープン[37]
  - 10月25日、さいたまスーパーアリーナにて行われた“ニコニコ超パーティー2015”に出演
  - 11月04日、EXIT TUNES よりドラマCD「仮面の裏側～アンダーバー星の国王～」が発売決定[38]
  - 11月30日、KADOKAWA「みんなのスター・ウォーズ」[39][40][41]連載

- 2016年
  - 1月5日、アンダーバーの通販サイト「あんだーばーしょっぷ」開設
  - 3月19日・20日、サンリオピューロランドにてアンリオ公演第2弾公演開催[42]
  - 3月～5月、全国14箇所「EXIT TUNES ACADEMY HALL TOUR 2016」に出演[43][44]
  - 4月16日、アルスマグナ主催ライヴ『コス☆メン Festival vol.16』にゲスト出演[45]
  - 4月29日、ニコニコ超会議2016「超チャンネル生放送」で出演[46]
  - 5月14日、週刊ジョージア『ほろ苦インタビュー』掲載
  - 6月18日、サンリオピューロランドにて「ゲーム実況ナイト ～人狼～ inサンリオピューロランド」に出演[47]
  - 8月11日、THE HOOPERS主催『キュン♥Fes.2016』にゲスト出演[48][49]
  - 8月12日、ゲーム実況サイト「OPENREC.tv 」のオフィシャルストリーマーに。＿＿（アンダーバー）チャンネル開設、冠番組「アンダーバーのゲーム調査隊!」開始
  - 11月16日、「動画投稿で生きる！ フリーダムな仕事術～＿＿（アンダーバー）自伝～」を出版[50][51][52][53][54][55]

- 2017年
  - 1月、ボカロダンスアカデミー「DAY_s」の校長に就任[56]
  - 3月10日、LINEスタンプ第2弾が販売開始
  - 3月20日、ソロライブ「UNDER THE LIVE Rewrite -UNDERBAR LAND-」を東京キネマ倶楽部にて開催。キャストオーディションを実施[57][58][59][60][61]
  - 5月4日、Youtubeチャンネル登録者が10万人を超える。
  - 6月24日、アンダーバー&詩人ツーマンライブ「UNDER THE 2 MAN 麺屋詩人アンダーバー星店」を東京キネマ倶楽部にて開催
  - 9月9日、オリジナルサイト「un-san.com」開設
  - 10月9日、初のアコースティックライブ「UNDER THE ACOUSTIC LIVE」をTOKYO FMホールで開催
  - 11月11日、「EXIT TUNES ACADEMY UNDOKAI 2017 」に出演[62][63]
  - 12月31日、「AniSONIC シンガポール countdown party!」 に出演

- 2018年
  - 1月1日、「AniSONIC シンガポール countdown party! 」に出演
  - 1月22日～30日、nicocafeコラボカフェ（ニコニコ本社 池袋）で開催
  - 1月27日、ニコニコ本社「＿＿（アンダーバー）の歌ってみたワークショップ」開催
  - 2月17日、4thワンマン「ダーバートメント」（恵比寿LIQUIDROOM）開催
  - 6月10日、ASIA GAME FESTIVAL（AGF）（シンガポール）に出演
  - 7月22日、「ダーバーテイメント」がiTunes StoreやSpotify、LINE MUSICやAmazon Music、レコチョク他で世界111カ国に向けて配信スタート
  - 8月8日、1stシングル「STAY GOLD」発売　[64][65]
  - 8月、STAY GOLDリリースライブツアー8月18日名古屋（★）、8月19日大阪（心斎橋#G8）、8月26日東京（club asia）開催
  - 8月26日、UNDER THE RELEASE LIVE TOUR 2018 -STAY GOLD-東京club asia (渋谷)ニコニコ公式生放送で中継
  - 11月3日、ニコニコ超パーテイ2018に出演。小林幸子のバックダンサーとして共演
  - 12月9日、LINEクリエイターズ絵文字発売

- 2019年
  - 4月21日、活動10周年を記念したライブイベント「UNDER THE BIRTHDAY LIVE 2019」（WARP SHINJUKU）開催[66][67][68]
  - 5月11日、ちゃんげろソニック2019（お台場野外特設会場）に出演[69]
  - 6月16日、ＮＳＭ学園祭（名古屋）※中高生限定に出演
  - 8月5日、i-STAR FESTIVAL2019（大阪）に出演[70]
  - 8月18日、UNDERBAR FES 2019（川崎CLUB CITTA）を主催
  - 11月30日、UNDER THE LIVE TOUR ~10th Anniversary大阪（ESAKA MUSE）開催
  - 12月1日、UNDER THE LIVE TOUR ~10th Anniversary名古屋（大須RAD HALL）開催

- 2020年
  - 1月4日・5日、「UNDER  THE LIVE 2020 〜 #ダバランティス〜」（たましんRISURUホール）開催。LINE LIVE配信。[71][72][73][74][75]
  - 3月9日、ボーカロイドPのYM氏モデリングによるVTuberデビュー

- 2021年
  - 1月10日、YouTubeチャンネルにてメンバーシップ（有料会員）開始
  - 2月10日、やる気ラボWEBインタビュー掲載[76]
  - 3月2日、ニコニコ公式番組「#週刊ニコニコインフォ 第32号」ゲスト出演
  - 3月15日、ニフティニュースにWEB記事掲載[77]
  - 3月31日、エフエムさがみ「ラジオうかんむり」 OP曲ヒイラギリオ歌「Stella From U」に作曲提供
  - 4月2日、読売中高生新聞にて、4-6月の全3回記事クリエイターズダイアリーを担当
  - 5月21日、フリーダムなLINEスタンプが登場
  - 10月2日、TikTok開始
  - 10月10日、Twitter公式認定
  - 11月12日、YouTubeアーティストチャンネル開設
  - 12月9日、Yahoo!きっず検索ランキングでユーチューバーランキング5位・人物ランキングで18位[3]

- 2022年
  - 1月30日、大阪アニメ・声優&eスポーツ専門学校ゲスト講師出演（オンライン）
  - 3月14日、イラスト：梅之シイ、モデリング：YMによる2DのバーチャルYouTuber（VTuber）にバージョンアップ
  - 7月2日、実写でのYouTuber活動用の「あんだばチャンネル」を開始
  - 9月29日、隆起性皮膚線維肉腫（希少がん※皮膚がんの一種）を公表
  - 10月15日、超パーティー2022（さいたまスーパーアリーナ）
  - 10月下旬から11月中旬まで入院生活[78]
  - 12月10日、ちゃんげろソニック2022 -Online-出演

- 2023年
  - 1月7日、そらる-クリスタリアルスカイ-スカイライト（有明アリーナ）ゲスト出演
  - 1月8日、UNDER THE NEW YEAR LIVE 2023（浅草花劇場）開催
  - 2月26日、NORISTRY Streaming live 39st ゲスト出演
  - 3月11日、ピコフェス（キネマ倶楽部）ゲスト出演
  - 3月12日、ダンマスN（東京ビッグサイト）ゲスト出演
  - 4月1日、UNDER THE BIRTHDAY LIVE 2023～オルタ～ （横浜1000CRAB）開催
  - 4月8日、ナノ「NOTHING_BUT_NOISE」（渋谷ストリームホール）ゲスト出演
  - 4月25日、ローソン限定＿＿（アンダーバー）BOOK発売、ローソンプリント、店内放送キャンペーン展開
  - 4月29日・30日、ニコニコ超会議2023（幕張メッセ）出演
  - 6月10日～7月30日、「イケボスタイル・VTuberスタイル」コンセプトショップが東急プラザ渋谷「and GALLERY渋谷」で展開[79]
  - 7月13日、動くアニメLINEスタンプリリース
  - 7月19日、threads開設
  - 7月25日、i-STAR FESTIVAL 2023 in SHINJUKU（Zepp Shinjuku｜BLAZE）出演
  - 8月15日、YouTubeチャンネル登録者数が100万人突破
  - 8月19日・20、UNDER THE SUMMER FESTIVAL 2023（横浜1000CLUB）開催

- 2024年
  - 1月UNDER THE LIVE TOUR2024、6日横浜（1000CLUB）13日仙台（spaceZero）20日大阪（club vijon）開催
  - 1月7日、luz 9th TOUR -AMULET- 東京公演（Zepp Haneda）ゲスト出演
  - 1月14日、NORISTRY大祭り（渋谷duo MUSIC EXCHANGE）ゲスト出演
  - 3月13日～17日、ミュージカル悪ノ娘（スペース・ゼロ）出演
  - 4月2日～5月27日、KANGOL REWARDコラボアイテム受注販売
  - 6月24日～ローソンコラボ「アルジャンウエハース」発売
  - 8月31日、UNDER THE LIVE 2024 〜オルタ・ジ・オリジン〜開催[80]
  - 8月24日、湯毛40歳 達成記念祭（東京カルチャーカルチャー）出演
  - 9月15日、Twitchにてストグラ（キャラクター：ハンバーガー）開始
  - 10月8日、SEPT 11TH ANNIVERSARY LIVE（渋谷duo MUSIC EXCHANGE）出演
  - 11月1日、ラッフルくじ発売
  - 12月5日～9日、cielkocka POP UP SHOP（ラフォーレ原宿）

- 2025年
  - 1月13日、UNDER THE LIVE 2025 〜15th Anniversary〜
  - 1月18日、NORISTRY BIRTHDAY LIVE『 大祭り vol.2 』出演
  - 2月3日、ストグラのマクドナルド・ダイヤモンドズズと「ふぁーすとふーどず」結成
  - 2月15日、ほくでんグループテーマ楽曲「365日の明日」公開
  - 3月15日、PIKO ROCK Fes.2025（Spotify O-EAST）出演[81]
  - 3月29日、UNDER THE BIRTHDAY カラオケLIVE 2025開催
  - 4月5日、LIVE『 for 140. 』（恵比寿ガーデンホール）出演
  - 5月4日、SEPTファンミーティング特別出演
  - 5月12日、TikTokとinstergramでアニメ動画のアカウント始動

### 衣装遍歴
- 2012年3月18日、ETAライブ自前のマントとシャツ＆パンツに白仮面
- 2012年5月6日、ETA さいたまスーパーアリーナからシルクハットに白仮面に全身黒の衣装に
- 2012年10月7日、ETA「EXIT TUNES ACADEMY 新木場」より白のウィッグ着用
- 2013年6月9日、ワンマンライブにて、羽のついた紫のマント・黒いフード・白いスーツの3着を着用
- 2014年4月19日、Subcul-rise Generation @中野サンプラザよりh.naoto作の新衣装（鱗マント）着用
- 2014年9月6日、星王襲来にて、ダースベーダーをイメージした衣装、黒のフード、スチーム柄の3着を着用
- 2015年3月13日、サンリオピューロランドにて、h.naoto作の海賊をイメージした衣装着用
- 2015年8月8日、アニメイト新宿店にてh.naotoデザインのナポレオンをイメージした新衣装で登場
- 2015年10月3日、UNDERBAR LANDにて、h.naotoのボア付き衣装、アラビアン風衣装、和ゴスロリの3着を着用
- 2016年3月5日、「EXIT TUNES ACADEMY 調布市グリーンホール」にて白地に青いアクセントの新衣装で登場
- 2017年4月29日、ニコニコ超会議にてMC用の紺色衣装着用
- 2017年5月28日、ツーマン告知放送にて、海賊をイメージしたカラビニエリ新衣装公開
- 2018年2月17日、4thワンマン「ダーバートメント」にて、蝶柄の新衣装に
- 2019年4月21日、UNDER THE BIRTHDAY LIVE 2019（WARP新宿）サッシュつきの紫を基調とした新衣装に
- 2020年1月4日、UNDER THE LIVE 2020 ダバランティス、ファーつきで紫の衣装がバージョンアップ
- 2023年4月1日、UNDER THE BIRTHDAY LIVE 2023オルタにて、黒に赤の衣装に肋骨ベルトハーネスで登場
- 2024年8月31日、UNDER THE LIVE 2024 〜オルタ・ジ・オリジン〜にてアサシンスタイルのポニテールで登場
- 2025年1月13日、UNDER THE LIVE 2025 〜15th Anniversary〜にて、白に黒のラインの新衣装に

## ディスコグラフィ

### アルバム
1■フツーバム～フツーダムに歌ってみた～
- 発売日:2012/07/18
- 最高順位:12位[82]
- 規格品番:B007Z8HQ02
- レーベル:EXIT TUNES

2■フリーバム ～フリーダムに歌ってみた～
- 発売日：2013/06/19
- 最高順位：7位[82]
- 規格品番：B00BQTE50U
- レーベル：EXIT TUNES

3■くぁwせdrftgyふじこlplp;@:「どうも__(アンダーバー)です。」(仮)【2枚組】
- 発売日： 2014/07/09
- 最高順位：20位[82]
- 規格品番：B00JML7GFA
- レーベル：Subcul-rise Record

4 ■ アンダーバーランド ～Sunny side～
- 発売日：2015/03/4
- 最高順位： 34位[82]
- 規格品番：B00R7DSJTW
- レーベル：Subcul-rise Record

5■アンダーバースタジオジャパン
- 発売日： 2015/09/16
- 最高順位：42位[82]
- 規格品番：PCCA-04282
- レーベル：ポニーキャニオン

6■ダーバーテイメント
- 発売日：2018年01月12日
- 規格品番：KRUD-00001

7■ダバランティス
- 発売日：2019年12月11日
- 規格品番：【初回限定版(CD+DVD)】KRUD-00011 【通常版(CD)】KRUD-00010
- 収録トラック：24（うち楽曲13曲）

〈キャスト〉　＿＿（アンダーバー）/ ＋α／あるふぁきゅん。 / ナノ / nero / NORISTRY / 髙木朋弥
〈作詞作曲〉　＿＿（アンダーバー）
〈編曲〉　OSTER project / KOUICHI
〈MIX:MSTERRING〉　KOUICHI
〈動画〉M.TKSM
〈イラスト〉藤森蒼

### シングル
1■STAY GOLD
- 発売日：2018年08月08日
- 規格品番：【初回限定版(CD+DVD)】KRUD-00008　【通常版(CD)】KRUD-00009
- 封入特典：アニメイト特典　ランダム缶バッジ（全３種）/ あんだーばーしょっぷ特典　ランダムA5クリアファイル（全２種）

### ライブアルバム・DVD
1■UNDER THE LIVE 2013 (限定盤)2CD+1DVD 
- 発売日：2013/11/20
- 最高順位：22位
- 規格品番：B00F3ABY20
- レーベル：EXIT TUNES

2■UNDER THE LIVE 2013 (通常盤)2CD 
- 発売日：2013/11/20
- 最高順位：22位
- 規格品番：B00F3ABY0C
- レーベル：EXIT TUNES
- 収録楽曲：20曲

3■UNDER THE LIVE 2015-UNDERBAR LAND-@TOKYO DOME CITY HALL（DVD）
- 発売日：2016/02/10
- 最高順位：30位
- 規格品番：PCBP-53140
- レーベル：ポニーキャニオン

### ラジオアルバム
- アンダーバーラジオ vol.1  2011年8月31日 コミックマーケット80 / 東へ49a / サークル名『下等ブドウ糖役党』で販売
- アンダーバーラジオ vol.2  2011年12月31日 コミックマーケット81 /西あ05a / サークル名『下等ブドウ糖役党』で販売（B00JMUCHQE）
- アンダーバーラジオ vol.3 （B00JZ8K7NI）2014/04/22

### ドラマCD
- 仮面の裏側～アンダーバー星の国王～（QWCE-00515）2015.11.04発売

### コンピレーションアルバム＆ DVD＆Blu-ray
- nanoir /ナノ (nano)/B006DUHQBM(2012/3/14)/第一次ジブン戦争（feat.__）[86]
- EXIT TUNES ACADEMY BEST /EXIT TUNES/B00BVZYXKQ (2013/5/1)/ノーナイデンパ・十面相 (フリーダム Ver)
- EXIT TUNES PRESENTS Vocaloextra feat. GUMI、IA、MAYU/EXIT TUNES/EXIT TUNES/B00C1P3HYI（2013/6/5）/もやし女 / ＿＿（アンダーバー）P feat. MAYU※ボカロPとして参加
- 赤BAN/赤飯/B00B021VJQ (2013/6/19)/たのしいホームワーク[87]
- 月刊eta Vol.01/02/EXIT TUNES/（2013/8/7）※レンタル限定
- EXIT TUNES ACADEMY BEST 2/EXIT TUNES/B00DURYEOI(2013/9/18)/過食性:アイドル症候群 [フリーダムVer.] [88]
- recognize/recog/B00DURYESO (2013/9/18)/クノイチでも恋がしたい (variation:ネタい手でも歌いたい) (recog & underbar.ver)
- 月刊eta Vol.05/06/EXIT TUNES/（2013/10/2）※レンタル限定
- ETA0407さいたまスーパーアリーナ【DVD＆Blu-ray】/EXIT TUNES/QWBE-50006[DVD]QWXE-50001[Blu-ray]（2013/12/18）/十面相（フリーダム Ver）・嗚呼、素晴らしきニャン生 ・こちら、幸福安心委員会です。[89]
- EXIT TUNES ACADEMY BEST 3/ EXIT TUNES/B00FR6Y5QM(2014/1/1)/オマツリアンドゥワールド (フリーダムVer.)
- 「うた結い575」小豆と抹茶 きゃらそんこれくしょん！！/EXIT TUNES/B00GJHXAAU(2014/2/5)/恋は火力発電※ボカロPとして参加
- YMM(ワイエム・ミュージック)/YM/EXIT TUNES/QWCE00339(2014/4/2)/マインドコントロール YM feat.＿＿(アンダーバー)
- NOIXE(ノイズ)/ナノ/日本コロムビア/B0BLYSXSJL（2023/02/08）/A Nameless Color with ＿＿(アンダーバー)

### 同人アルバム
- アンダバム～10M～/[90]2015年12月31日 コミックマーケット89 /東3ク10b/サークル名『アンダーバーの遊び場』で販売

- ペラーバム～アカペラで歌ってみた～/2016年12月31日コミックマーケット91西れ72b/サークル名『アンダーバーの遊び場』で販売

- ペラーバム2～アカペラで歌ってみた～/2017年8月11日コミックマーケット92東あ-42a/サークル名『アンダーバーの遊び場』で販売

### 同人DVD
- アンさんぽvol.1 レンタカー箱根の旅/2015年12月31日 コミックマーケット89 /東3ク10b/サークル名『アンダーバーの遊び場』で販売
- アンさんぽvol.2 レンタカー伊豆高原の旅/2016年12月31日コミックマーケット91西れ72b/サークル名『アンダーバーの遊び場』で販売

### 提供楽曲
- 2021年3月31日、ヒイラギリオ「Stella From U」※エフエムさがみ「ラジオうかんむり」 OP曲
- 2023年2月28日、ゆめこ「TAKARAMONO」※クレーンゲームdeゆめ掴み隊エンディング[91]
- 2023年8月19日、NEVERLAND「全力NEVER」※メンズアイドルグループ

## ライブ

### ワンマンライブ
- UNDER THE LIVE 2013[92]
2013年6月9日(日) Zepp Tokyo（東京）/8月31日(土) なんばHatch（大阪）/9月1日(日)Zepp Nagoya(名古屋)
- Under The Live 2014 星王襲来
2014年9月6日(土) TOKYO DOME CITY HALL (東京)
- Under The Live 2015 〜UNDERBAR LAND〜[36]
2015年10月3日（土） TOKYO DOME CITY HALL (東京)/10月10日(土)Zepp Fukuoka (福岡)
- 2017年3月20日（月・祝）東京キネマ倶楽部ソロライブ「UNDER THE LIVE Rewrite -UNDERBAR LAND-」
- 2017年10月9日（月・祝）TOKYO FMホール/UNDER THE ACOUSTIC LIVE
- 2018年2月17日（土）恵比寿LIQUIDROOM「UNDER THE LIVE 2018-ダーバーテイメント-」
- 2018年4月7日（土） UNDER THE BIRTHDAY LIVE 2018ㅤCROKET MIMIC TOKYO（麻布十番）
- 2018年8月19日（日）UNDER THE RELEASE LIVE TOUR 2018 -STAY GOLD-心斎橋#G8（大阪）
- 2018年8月26日（日）UNDER THE RELEASE LIVE TOUR 2018 -STAY GOLD-東京club asia (渋谷)
- 2019年4月21日（日）UNDER THE BIRTHDAY LIVE 2019（WARP新宿）
- 2019年10月27日（日）10thAnniversary SPECIAL PARTY（ガムランボール　新宿店）
- 2019年11月30日（土）UNDER THE LIVE TOUR ~10th Anniversary大阪（ESAKA MUSE）
- 2019年12月1日（日）UNDER THE LIVE TOUR ~10th Anniversary名古屋（大須RAD HALL）
- 2023年1月8日（日）UNDER THE NEW YEAR LIVE 2023（浅草花劇場）※ゲスト：+α/あるふぁきゅん。、NANO、nero、NORISTRY、高木朋弥
- 2023年4月1日（土）UNDER THE BIRTHDAY LIVE 2023～アンダーバー・オルタ～（横浜1000CLUB）※ゲスト：超学生、赤飯（オメでたい頭でなにより）、nero、NORISTRY
- 2023年8月19日（土）20日（日）UNDER THE SUMMER FESTIVAL 2023（横浜1000CRAB）

※ゲスト：髙木朋弥、NORISTRY、nero、伊東歌詞太郎、ﾀﾗﾁｵ、ゆとり、いかさん、NANO、VALSHE、konoco
- 2024年1月6日（土）UNDER THE LIVE TOUR 2024横浜（1000CLUB）※ゲスト：+α/あるふぁきゅん。、髙木朋弥、ナノ、nero、NORISTRY、ピコ
- 2024年1月13日(土)UNDER THE LIVE TOUR 2024仙台（spaceZero）
- 2024年1月20日（土）UNDER THE LIVE TOUR 2024大阪（club vijon）
- 2024年8月31日（日）UNDER THE LIVE 2024 ～オルタ・ジ・オリジン～』（1000CLUB）
- 2025年1月13日（月）UNDER THE LIVE 2025 〜15th Anniversary〜　（板橋区立文化会館大ホール）

### ツーマンライブ
- 2016年10月16日(日)RAB祭 PROJECT Ｇ 第1弾！RAB（リアルアキバボーイズ） VS ＿＿（アンダーバー）〜ガチンコ対決！リアルアンダーボーイズ〜＠品川インターシティホール
- 2017年6月24日（土）東京キネマ倶楽部アンダーバー&詩人ツーマンライブ「UNDER THE 2 MAN 麺屋詩人アンダーバー星店」

### エンターテイメントショー
- それいけ！アンダーバー ピューロランド大冒険[93][94]
2015年3月14日(土)・15日(日)/サンリオピューロランド内 1Fフェアリーランドシアター（東京）
- それいけ！アンダーバー ピューロランド大冒険（再演）[95]
- 2015年5月17日（日）/サンリオピューロランド内 1Fフェアリーランドシアター（東京）
- ＿＿（アンダーバー）「それいけ！ハローキティ アンダーバーランド大冒険」[42]
- 2016年3月19日（土）・20日（日）/サンリオピューロランド内 1Fメルヘンシアター（東京）

### 音楽劇
- 2020年1月4日（土）・5日（日）、「UNDER  THE LIVE 2020 〜 ダバランティス〜」（たましんRISURUホール）

### 主催フェス
- 2019年8月18日（日）UNDERBAR FES 2019（川崎CLUB CITTA）※ゲスト：＋α／あるふぁきゅん。、kradness、 いかさん、詩人、 ズズ、 ﾀﾗﾁｵ、 nero 、 NORISTRY 、もるでお、 ゆとり

### ミュージカル
- 2024年3月13日（水）～17日（日）悪ノ娘（スペース・ゼロ）-ジョセフィーヌ役
- 2024年6月21日〜30日　SEPT presents『WORLD BROKER』（スペースゼロ）-ダンデ役

### 参加ライブコンサートイベント

#### 2012年
- 3月18日/EXIT TUNES ACADEMY＠赤坂BLITZ（東京）
- 5月6日/EXIT TUNES ACADEMY-EXIT TUNES 10th ANNIVERSARY SPECIAL-＠さいたまスーパーアリーナ（埼玉）
- 6月24日/EXIT TUNES ACADEMY＠Zepp Tolyo（東京）
- 8月20日/EXIT TUNES ACADEMY＠Zepp Sapporo（札幌）
- 8月25日/EXIT TUNES ACADEMY＠Zepp Nagoya（名古屋）
- 8月29日/EXIT TUNES ACADEMY＠Zepp Fukuoka（福岡）
- 8月31日/EXIT TUNES ACADEMY＠Zepp Namba（大阪）
- 9月15日/EXIT TUNES ACADEMY -Exclusive LIVE-＠Zepp DiverCity（東京）
- 10月7日/EXIT TUNES ACADEMY～神曲を歌ってみた6 Release Party～＠新木場STUDIO COAST（東京）
- 11月18日/ ZOMBIE SEASON × EXIT TUNES ACADEMY supported by Panson Works＠渋谷O-EAST（東京）
- 12月9日/EXIT TUNES ACADEMY1209＠NambaHatch（大阪）
- 12月16日/EXIT TUNES ACADEMY～イケメンボイスパラダイス5 Release Party～＠Zepp DiverCity（東京）
- 12月31日/EXIT TUNES ACADEMY 2013 COUNT DOWN SPECIAL＠NambaHatch（大阪）

#### 2013年
- 1月19日/EXIT TUNES ACADEMY0119＠Zepp Nagoya（名古屋）
- 1月27日/EXIT TUNES ACADEMY0117＠Zepp Tokyo（東京）
- 2月17日/EXIT TUNES ACADEMY0217＠Zepp Tokyo（東京）
- 3月10日/EXIT TUNES ACADEMY0310＠Zepp Sapporo（札幌）
- 4月7日/EXIT TUNES ACADEMY-EXIT TUNES 11th ANNIVERSARY SPECIAL-＠さいたまスーパーアリーナ（埼玉）[96][97]
- 4月29日/EXIT TUNES ACADEMY GOLDENWEEK ZEPP TOUR 2013＠Zepp Sapporo（札幌）
- 5月4日/EXIT TUNES ACADEMY GOLDENWEEK ZEPP TOUR 2013＠Zepp Fukuoka（福岡）
- 5月10日/EXIT TUNES ACADEMY GOLDENWEEK ZEPP TOUR 2013＠Zepp Nagoya（名古屋）
- 5月11日/EXIT TUNES ACADEMY GOLDENWEEK ZEPP TOUR 2013＠Zepp Namba（大阪）
- 5月19日/EXIT TUNES ACADEMY GOLDENWEEK ZEPP TOUR 2013＠Zepp Tokyo（東京）
- 7月28日/EXIT TUNES ACADEMY SUMMER TOUR 2013＠Zepp Sapporo（札幌）
- 8月2日/EXIT TUNES ACADEMY SUMMER TOUR 2013＠Zepp Namba（大阪）
- 8月4日/EXIT TUNES ACADEMY SUMMER TOUR 2013＠Zepp Tokyo（東京）
- 8月7日/EXIT TUNES ACADEMY SUMMER TOUR 2013＠Zepp Tokyo（名古屋）
- 8月9日/EXIT TUNES ACADEMY SUMMER TOUR 2013＠Zepp Fukuoka（福岡）
- 8月18日/EXIT TUNES ACADEMY～静岡朝日テレビ開局 35＋１周年記念～＠静岡市民文化会館（静岡）
- 10月29日/EXIT TUNES ACADEMY〜TSUTAYA×ETA SPECIAL LIVE〜＠下北沢ガーデン（東京）
- 12月15日/EXIT TUNES ACADEMY WINTER TOUR 2013＠Zepp Tokyo（東京）
- 12月21日/EXIT TUNES ACADEMY WINTER TOUR 2013＠Zepp Namba（大阪）
- 12月23日/EXIT TUNES ACADEMY WINTER TOUR 2013＠Zepp Nagoya（名古屋）

#### 2014年
- 2月9日/EXIT TUNES ACADEMY ETA 1st TOUR 2014＠Zepp Namba（大阪）
- 2月11日/EXIT TUNES ACADEMY＠Zepp Nagoya（名古屋）
- 2月15日/EXIT TUNES ACADEMY＠Zepp Tokyo（東京）
- 4月19日/Subcul-rise Generation@中野サンプラザ（東京）
- 8月3日/EXIT TUNES ACADEMY2014さいたまスーパーアリーナスタジアムモード＠さいたまスーパーアリーナ（埼玉）[98][99][100]
- 10月26日/地獄型人間動物園VSアンダーバー星＠六本木ブルーシアター（東京）
- 11月1日/EXIT TUNES ACADEMY～富士山世界遺産登録記念イベント～＠静岡市民文化会館（静岡）
- 11月3日/EXIT TUNES ACADEMY～HOME開局45-1周年記念ライブ～＠上野学園ホール（広島）
- 11月16日/EXIT TUNES ACADEMY ETA AUTUMN TOUR＠調布市グリーンホール（東京）[101]
- 12月20日/Act Against AIDS in EXIT TUNES ACADEMY＠新潟LOTS（新潟）
- 12月31日/EXIT TUNES ACADEMY FINAL COUNTDOWN SPECIAL＠TOKYO DOME CITY HALL（東京）[102][103]

#### 2015年
- 2月27日Tokyo MUSIC COLLECTION＠豊洲PIT (東京)
- 3月22日ウタカツ！スーパーライブ2015＠国立代々木競技場第一体育館（東京）
- 4月26日ニコニコ超会議2015「超音楽祭2015」＠幕張メッセ国際展示場（東京）[104][105]
- 5月6日Tokyo MUSIC COLLECTION＠Zepp Tokyo (東京)
- 8月20日ETA日本武道館2015 | EXIT TUNES ACADEMY＠日本武道館（東京）[106][107]
- 10月25日ニコニコ超パーティー2015＠さいたまスーパーアリーナ[108][109][110]
- 11月7日「EXIT TUNES ACADEMY UNDOKAI 2015 ～秋の大運動会～」（インフルエンザのため欠席）[111]

#### 2016年
- 3月5日（土）/EXIT TUNES ACADEMY HALL TOUR 2016＠東京都 調布市グリーンホール 大ホール
- 3月12日（土）/EXIT TUNES ACADEMY HALL TOUR 2016＠宮城県 仙台サンプラザホール
- 3月13日（日）/EXIT TUNES ACADEMY HALL TOUR 2016＠新潟県 新潟県民会館
- 4月2日（土）/EXIT TUNES ACADEMY HALL TOUR 2016＠大阪府 オリックス劇場
- 4月3日（日）/EXIT TUNES ACADEMY HALL TOUR 2016＠長野県 まつもと市民芸術館
- 4月9日（土）/EXIT TUNES ACADEMY HALL TOUR 2016＠香川県 サンポートホール高松
- 4月10日（日）/EXIT TUNES ACADEMY HALL TOUR 2016＠広島県 上野学園ホール
- 4月17日（日）/EXIT TUNES ACADEMY HALL TOUR 2016＠東京都 オリンパスホール八王子
- 4月30日（土）/EXIT TUNES ACADEMY HALL TOUR 2016＠愛知県 愛知県芸術劇場
- 5月1日（日）/EXIT TUNES ACADEMY HALL TOUR 2016＠福井県 フェニックス・プラザ
- 5月5日（木・祝）/EXIT TUNES ACADEMY HALL TOUR 2016＠熊本県 熊本県立劇場 演劇ホール
- 5月7日（土）/EXIT TUNES ACADEMY HALL TOUR 2016＠福岡県 福岡市民会館
- 5月20日（金）/EXIT TUNES ACADEMY HALL TOUR 2016＠北海道 札幌市教育文化会館 大ホール
- 5月22日（日）/EXIT TUNES ACADEMY HALL TOUR 2016＠静岡県 静岡市民文化会館
- 8月11日（木・祝）/キュン♥Fes.2016＠渋谷クアトロ
- 10月10日（月・祝)/ETA HALLOWEEN PARTY 2016＠舞浜アンフィシアター (千葉県)

#### 2017年
- 10月29日（日）ニコスマ学芸会@大阪キャンディライオン
- 11月3日（金祝）ニコニコ超パーティー2017@さいたまスーパーアリーナ
- 12月27日(水）ニコスマ学芸会（歌）Vol,13（大阪）
- 12月31日（土）、AniSONIC シンガポール countdown party!

#### 2018年
- 1月1日（日）、AniSONIC シンガポール countdown party!
- 3月26日（月）、iSTARFES.2018 in TOKYOサーキットフェス（渋谷duo MUSIC EXCHANGE）
- 6月10日（日）、ASIA GAME FESTIVAL（AGF）（シンガポール）
- 8月6日（月）、i-STAR Fes.2018 in OSAKA（SUN HALL）
- 11月3日（土）、ニコニコ超パーテイ2018（さいたまスーパーアリーナ）

#### 2019年
- 3月29日（土）、i-STAR FESTIVAL2019（渋谷duo MUSIC EXCHANGE）
- 5月11日（土）、ちゃんげろソニック2019（お台場特設会場）
- 8月5日（月）、i-STAR FESTIVAL2019（大阪　FANJ twice）
- 9月27日（金）、Mr.FanTastiC　1周年（川崎CLUB CITTA'）
- 10月20日（日）、愛知　豊橋ぽぷかる2019（穂の国とよはし芸術劇場PLAT）

#### 2020年
- 2月15日（土）、Transition Fest（吉祥寺Club SEATA）
- 12月6日（日）、ちゃんげろソニック2020（配信ライブ）

#### 2021年
- 12月11日（土）、ちゃんげろソニック2021（配信ライブ）

#### 2022年
- 7月17日（日）、NORISTRY Streaming live 34st ゲスト（配信ライブ）
- 10月15日（土）、超パーティー2022（さいたまスーパーアリーナ）
- 12月10日（土）、ちゃんげろソニック2022（配信ライブ）

#### 2023年
- 1月7日（土）、そらる -クリスタリアルスカイ-スカイライト　ゲスト（有明アリーナ）
- 2月26日（日）、NORISTRY Streaming live 39st ゲスト（配信ライブ）
- 3月11日（土）、ピコフェス（キネマ倶楽部）ゲスト出演
- 4月8日（土）、ナノ「NOTHING_BUT_NOISE」（渋谷ストリームホール）
- 7月25日（火）、i-STAR FESTIVAL 2023 in SHINJUKU（Zepp Shinjuku｜BLAZE）出演

#### 2024年
- 1月7日（日）luz 9th TOUR -AMULET- 東京公演（Zepp Haneda）
- 1月14日（日）、NORISTRY大祭り（渋谷duo MUSIC EXCHANGE）
- 7月20日（土）、しゃむおんワンマンライブ（下北沢ReG）シークレットゲスト出演
- 8月24日（土）、湯毛40歳 達成記念祭（東京カルチャーカルチャー）
- 10月8日(火)、SEPT 11TH ANNIVERSARY LIVE（渋谷duo MUSIC EXCHANGE）

#### 2025年
- 1月18日(土)、NORISTRY BIRTHDAY LIVE『 大祭り vol.2 』（GARDEN 新木場 FACTORY）
- 3月15日（土）、PIKO ROCK Fes.2025（Spotify O-EAST）

## イベント
- 2016年4月29日（金･祝）ニコニコ超会議2016＠幕張メッセ「超チャンネル生放送」出演決定[112]
- 2016年6月18日（土）ゲーム実況ナイト～人狼～inサンリオピューロランド 出演決定[113]
- 2016年10月8日（土）第一回＿＿（アンダーバー）＆ウォルピスカーターしゃべくり二人会@渋谷チェルシーホテル
- 2016年10月15日（土）ETA ＵＮＤＯＫＡＩ ２０１６ ～秋の大運動会～[114]
- 2016年11月19日（土）・20日（日）ニコつくinサンリオピューロランド2 ＠サンリオピューロランド エンターテイメントホール
- 2017年4月29日（土）・30日（日）ニコニコ超会議2017＠幕張メッセネットマーブルブースにて両日総合MC。ニコつく超まるなげひろばサークル「アンダーバーの遊び場」（か 11 ～ 12 ）
- 2017年7月28日（金）DANCER×Big Artist EXTRA FLIGHT@ディファ有明
- 2017年10月21日（土） ニコニコ町会議 大阪@万博記念公園・東の広場
- 2017年11月11日（土）ETA運動会@横浜文化体育館
- 2018年1月27日（土）、ニコニコ本社「＿＿（アンダーバー）の歌ってみたワークショップ」
- 2018年4月28日（土）、ニコニコ超会議2018-1日目（DAM・ニコつく）（幕張メッセ）
- 2018年4月29日（日）、ニコニコ超会議2018-2日目（超音楽祭・ニコつく）（幕張メッセ）
- 2019年4月27日（土）、ニコニコ超会議2019-1日目（超音楽祭・NTTミカカ）（幕張メッセ）
- 2019年4月28日（日）、ニコニコ超会議2019-2日目（NTTミカカ）（幕張メッセ）
- 2019年6月16日（日）、ＮＳＭ学園祭（名古屋）※中高生限定
- 2019年11月2日（土）、IKEBUKURO ANIME TOWN FESTIVAL（ハレスタ）
- 2021年4月26日（月）、ニコニコネット超会議2021Quiz5PlayersREDUCE@超会議2021
- 2022年1月30日（日）、大阪アニメ・声優&eスポーツ専門学校ゲスト講師出演（オンライン）
- 2023年3月12日（日）ダンマスN（東京ビッグサイト）ゲスト出演
- 2023年4月29日（土）･30日（日）、ニコニコ超会議2023（幕張メッセ）出演
- 2024年4月27（土）･28日（日）、ニコニコ超会議2024（幕張メッセ）出演
- 2025年5月4日（日）、SEPTファンミーティング（スペース・ゼロ）

## ラジオ
- 2014年6月7日（土）～1ケ月間/TOKYO FM/毎週土曜日 27:00〜/『deeper deeper』[115]
- 2014年7月1日（火）～3ケ月間/AMラジオ「ニッポン放送」/毎週月～木曜日2分間 /「アンダーバーのミュージック・パーティー」[116]
- 2014年10月21日（火）/J-WAVE/ BEAT PLANET/ゲスト出演
- 2014年10月24日（金）～/J-WAVE/月イチ金曜レギュラーコーナー/「TOKYO REAL-EYES」内「芋洗い坂レコードSTUDIO」アンダーバーラジオ[117]
- 2015年7月3日（金）/cross fm（福岡ラジオ）「BAYSIDE FESTIVAL」生ゲスト出演[118]
- 2015年8月31日（月）広島 RCCラジオ:ラジプリズム インタビュー出演[119]
- 2015年9月5日（土）～1ケ月間/TOKYO FM/毎週土曜日 27:00〜/『deeper deeper』（再登用）
- 2015年11月18日（土）中四国8局ネットRCC中国放送広島発【公開生放送】ラジプリズムスペシャルアンダーバー国王襲来 in みろくの里[120]
- 2019年12月5日（木）FMHOT839(エフエムさがみ)  うかんむり/ゲスト出演

## 書籍・ムック
- 動画投稿で生きる！フリーダムな仕事術 ～＿＿（アンダーバー）自伝～（2016年11月25日 / Rittor Music） ISBN 9784845628681
- ＿＿（アンダーバー）BOOK（2023年4月25日/[アプリスタイル]）※全国のローソン店舗で販売

## 雑誌
- 2.5 Song MATE	vol,01（2011年8月16日、フールズメイト）
- 2.5 Song MATE	vol,02（2011年12月16日、フールズメイト）
- UTA☆ST@R  vol.2（2012年4月12日、学研プラス）ISBN978-4056066401
- ANMAKU夢助 其ノ四（2012年4月28日、音楽専科社）
- 2.5 Song MATE vol.04（2012年5月16日、フールズメイト）
- 歌ってみたの本の7冊目を作ってみた（2012年6月2日、エンターブレイン）ISBN978-4-04-728170-7
- 2.5 Song MATE vol,03（2012年7月16日、フールズメイト）
- オーディエンス！ 1（2012年7月16日、エンターブレイン）
- 歌ってみたの本別冊　exit tunes magazin CD&DVD付き特別版（2012年10月15日、エンターブレイン）
- 歌ってみたの本	2013,03（2013年2月15日、エンターブレイン）ISBN978-4047287587
- 歌ってみたの本	2013,05（2013年4月1日、エンターブレイン）ISBN978-4047288782
- 2.5 Song MATE	vol,10（2013年6月20日、フールズメイト）
- ボカロクラスタ!（2013年7月22日、エンターブレインムック）ISBN978-4047290075
- 歌ってみたの本	2013,9（2013年8月1日、エンターブレイン）ISBN978-4-04-729123-2
- 2.5 Song MATE	vol.11（2013年8月20日、フールズメイト）
- 歌ってみたの本	2013,11（2013年10月15日、エンターブレイン）ISBN978-4047292406
- 2.5 Song MATE	vol,12（2013年10月21日、フールズメイト）
- オトカルチャー	1（2014年10月9日、ネコ・パブリッシング）ISBN978-4777016914
- 歌ってみたの本	2015,05（2015年4月1日、エンターブレイン）ISBN978-4047304581
- 歌ってみたの本	2015,09（2015年8月1日、エンターブレイン）ISBN978-4047306370
- click clap!! 2015,11（2015年9月19日、カレイドスコープ）
- 歌ってみたの本	2015,11（2015年10月1日、エンターブレイン）ISBN978-4047307001
- 歌ってみたの本	2016，01（2015年12月15日、エンターブレイン）ISBN978-4047308329
- click clap!! 2016,3（2016年1月20日、カレイドスコープ）
- click clap!! 2016,7（2016年5月20日、カレイドスコープ）
- click clap!! 2016,1（2016年11月20日、カレイドスコープ）
- ミレニアルズ 2018,3（2018年3月31日、KADOKAWA）ISBN978-4047351059
- COMIC@LOID	2014年4月号（2014年03月13日、アスキー メディアワークス）
- VTuberスタイル3月号増刊「イケボスタイルvol.3」（2023年4月7日、アプリスタイル）

## 企業コラボ
- 2015年1月10日～3月15日、h.NAOTOコラボ「アンダーバーパンツアー」
- 2015年8月29日～9月6日、渋谷PARCOパート３ 1F　h.NAOTO×_(アンダーバー)ショップ
- 2015年9月19日～10月19日、h.NAOTO×_(アンダーバー)コラボ第2弾Vol.1
- 2015年10月20日～31日h.NAOTO×_(アンダーバー)コラボ第2弾Vol.2
- 2015年10月20日～、コンビニエンスストア「ポプラ」クリアファイルキャンペーン
- 2016年10月25日～、コンビニエンスストア「ポプラ」クリアファイルキャンペーン第2弾
- 2021年6月1日、「mineo」YouTube動画広告
- 2023年4月25日～、ローソンローソン限定「イケボスタイル　＿＿(アンダーバー)BOOK」、ローソンプリント、店内放送キャンペーン展開
- 2023年12月12日、SUBARUフォレスターYouTube動画ナレーション
- 2024年4月2日～5月27日、KANGOL REWARDコラボアイテム受注販売
- 2024年6月24日～、ローソン＆アニメイト「アルジャンウエハース」発売
- 2025年2月15日、ほくでんグループテーマ楽曲「365日の明日」歌唱